# Ryan Murray
Ryan Murray (Edinburgh, 11 augustus 1987) is een Schotse darter die uitkomt voor de PDC. Hij haalde zijn tourkaart voor 2020/2021 door op de UK Q-School van 2020 als tweede op de Q-School Order of Merit te eindigen.

## Resultaten op Wereldkampioenschappen

### PDC
- 2021: Laatste 64 (verloren van Michael van Gerwen met 1-3)